# Kecamatan Pagimana
Kecamatan Pagimana är ett distrikt i Indonesien.   Det ligger i provinsen Sulawesi Tengah, i den nordöstra delen av landet, 1 900 km öster om huvudstaden Jakarta.